# 出生圖

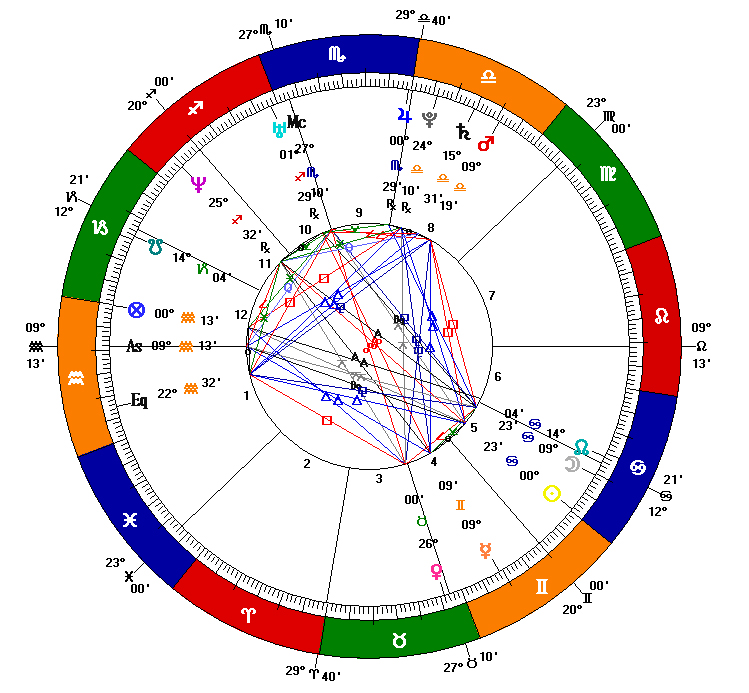
出生圖範例

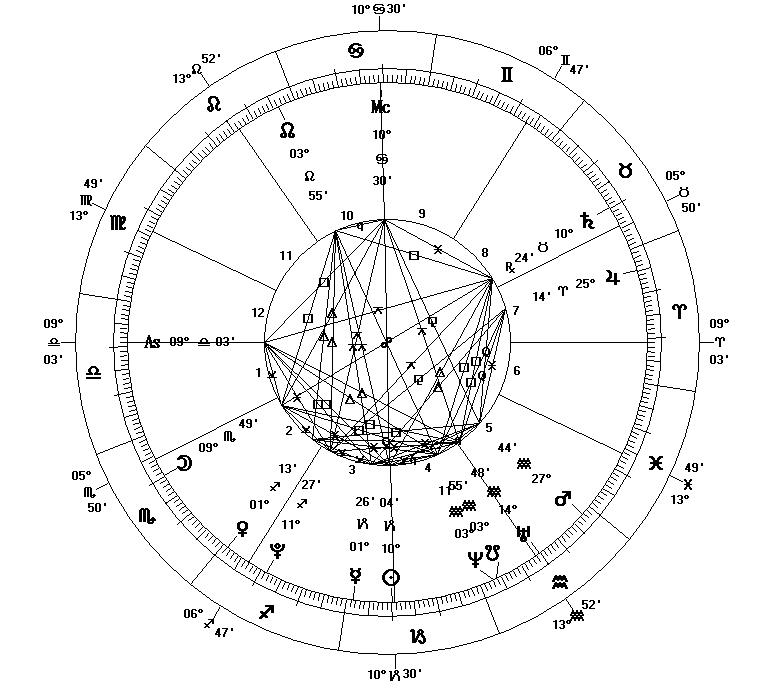
公元2000年1月1日，北美東部時區凌晨12:01:00，位於美國紐約州紐約市，推算出來的占星命盤（經度：074W00'23" ─ 緯度：40N42'51"）。

出生圖（英語：Natal chart / Birth chart），是在西方占星學裡，根據一個人在地球上的確切的出生時間和出生地點，用圖表和符號紀錄星體在黃道十二宮的位置的圖。也稱為天宮圖。占星師用出生圖來整理受占卜者的資訊﹑甚至預測命運。近代的出生圖多是圓形的。早期也有方形的。
中文譯名方面，「出生圖」是英文直譯；但在中國占星學裡，尢其是紫微斗數，也有分為十二格而且功能作用相同的圖，稱為命盤。只是，中國的命盤傳統上是方形的。隨着現代繪圖工具多是電腦程式，中國占星學紫微斗數書籍中，近年也有圓形的命盤 。

## 繪製
計算和繪製出生圖須要有確切的出生時間和出生地點：出生日期，包括出生時之年份﹑月份﹑日期﹑小時﹑分鐘(大致上是認為應該以第一次呼吸的時間的來算)，必須分清楚是早上還是下午晚上 ，以便準確計算主要的星體位置(角度)。這些包括星宿的位置星位﹑(或上昇星座)與中天點...等。

### 內容格式
- 十二個宮位
- 黃道十二宮
- 太陽﹑月亮﹑水星﹑金星﹑火星﹑木星﹑土星﹑天王星﹑海王星﹑冥王星之位置。度數是選擇性地列出。
- 上昇點﹑下降點﹑中天... 等
- 其他星體
- 中間通常有一些直線 把出現特定占星學角度關係的星體與點相連。 (0度﹑180度﹑60度﹑120度﹑45度﹑30度﹑150度...等)

西方占星學的命盤(「出生圖」) 基本上分為十二格。有不同運算方式。有些派系的占星師用十二均等份，有些派系的占星師用接近天體現實的有大小差異的十二格。在內圍每隔註明是第多少宮，在外圍的圓框註明十二星座宮。
有些派系的十二個宮位和十二宮相同，但更多人採用按照數據運算的大小而定，十二個宮位和十二宮會有差異。即如某人的西方占星命盤中會出現兩個宮位在獅子座之類。圖例便是後者。
本文的圖例是現代的西方占星學家對出生圖的大約觀察角度。該圖例是為一位於1982年6月21日 11:03 PM EDT 在美國北卡羅來納州的夏洛特市所出生的男性所計算的 (Lon:080W50'36" -- Lat:035N13'37")。這構造可以很廣泛的使用，有些人選擇要包括黃道帶輪，有些人選擇不要。另外，出生圖不一定要畫成圓的，方型的也可以。
有些人選擇加入更多星體如小行星與特殊點。如：Chiron.
弧形的宮位的十二個部門被認為對各種不同的生活領域帶有很大的影響力。出生圖的角度會將圖分為四個象限，然後每象限裡的三個宮位將會以此"象限系統"的上升圖而被計算，通常宮位將會帶有一個以上的天宮星座。每一個象限都有一個合軸宮位，裡面通常包括其中一個出生圖的角度，跟隨著一個後項宮位，然後一個下降宮位在象限的結尾。
現代西方占星命盤發展出很多款式。西方國家不少占星學為主的網站或商業為主的網站也有免費的電腦程式自動命盤繪製(「起盤」)服務。 
現時有不少專門負責計算和繪製西方占星命盤的軟件。
著名西方占星命盤的軟件的大多運用科學化的天文學數據資料庫。

## 運用
- 用作紀錄。

- 用作查看星象組合代表的當事人的性格。

- 用作查看/占卜個人運勢可能性。可於「出生圖」同一圖中再置入「Transit」和「Progression」。其中兩種或三種。但不同派系的占星師的出生圖也略有不同。對角度關係要求也有嚴有寬。演繹內容時也有不同。
  - 西方占星學稱為「Transit」/「Transit Chart」。比較短時期或近日的。建基於出生圖，把需要問事當日星體位置以同心圓方式排成的複式命盤。
  - 西方占星學稱為「Progression」/「Progression Chart」。建基於出生圖，把星體位置由出生時間按一定的方程式推前至需要問事當日，兩組星象位置資料以同心圓方式排列。

- 用作查看/占卜兩人關係：西方占星學稱為「Synastry」/ 「Synastry Chart」。「同心圓兩人關係圖」。

例如，一男士的出生圖/命盤 與 一女士的出生圖/命盤以同心圓方式排成的複式命盤。為想查詢戀愛關係常用之方法。通常加入婚神星(Juno)﹑愛神Eros﹑Psychee...。
- 用作統計﹑分析﹑研究。

## 外部連結
- ZohoCity出生圖資料分析及詳解（页面存档备份，存于）